# Вулиця Максима Березовського (Київ)
Ву́лиця Максима Березовського — вулиця в Солом'янському районі міста Києва, місцевість Чоколівка. Пролягає від Волинської вулиці до провулку Ушинського.

## Історія
Вулиця виникла на початку XX століття, мала назву Нововведенська. 1955 року отримала назву вулиця Глінки, на честь російського композитора Михайла Глінки (1804–1857). 
Сучасна назва на честь українського композитора Максима Березовського — з 2022 року.